# 六叠氮合磷酸五氮
六叠氮合磷酸五氮是一种高能材料，化学式为N5+P(N3)6-，它由美国科学家Christe等人于2004年制得。首先将五氯化磷与过量叠氮化钠在-20°C的乙腈中反应制得六叠氮合磷酸钠以及氯化钠。然后将六叠氮合磷酸钠与较稳定的六氟合锑酸五氮在-64°C的液态二氧化硫中反应即可制得。该物质不稳定，在空气中易分解，并释放出大量氮气。
{\displaystyle {\rm {\ PCl_{5}+6NaN_{3}{\xrightarrow[{-20^{o}C}]{MeCN}}Na^{+}[P(N_{3})_{6}]^{-}+5NaCl}}}
{\displaystyle {\rm {\ Na^{+}[P(N_{3})_{6}]^{-}+N_{5}^{+}[SbF_{6}]^{-}{\xrightarrow[{-64^{o}C}]{SO_{2}}}N_{5}^{+}[P(N_{3})_{6}]^{-}+NaSbF_{6}}}}